# Amparo Larrañaga Merlo
Amparo Larrañaga Merlo (Madrid, 26 de març del 1963) és una actriu espanyola. Prové d'una família d'artistes, els seus pares són María Luisa Merlo i Carlos Larrañaga, tots dos actors molt reconeguts a Espanya. Els seus germans són Kako, Luis i Pedro, també relacionats amb la interpretació i l'últim casat amb Maribel Verdú.

## Filmografia

### Cinema
- Jarrapellejos (1988)
- Les aparences enganyen (1991)
- Canción de cuna (1994)
- ¡Por fin solos! (1994)
- Mi nombre es sombra (1996)
- Vorvik (2005)

### Televisió
- Anillos de oro (1983)
- La comedia (1983)
- Fragmentos de interior (1984)
- Escrito para TV (1984)
- A media tarde (1985)
- Segunda enseñanza(1986)
- Media naranja(1986)
- La comedia dramática española (1986)
- Bajarse al moro (1987)
- Tarde de teatro (1987)
- Clase media (1987)
- A través del espejo (1988)
- Los ochenta son nuestros (1989)
- Terranova (1990)
- Viva el espectáculo (1991)
- Vecinos (1994)
- Compuesta y sin novio (1994)
- Por fin solos (1995)
- Más que amigos(1997)
- Periodistas (1998-2000)
- Estudio 1 (2002-2003)
- 7 vidas (2004)
- Fuera de control(2006)
- Hospital Central(2006)
- MIR (2007-2009)

### Teatre
- Solos en esta tierra (1978)
- El corto vuelo del gallo (1980), de Jaime Salom
- El huevo de Pascua (1981)
- Las tormentas no vuelven (1982), de Santiago Moncada
- El día de gloria (1983), de Francisco Ors
- Bajarse al moro (1985), de José Luis Alonso de Santos
- Lázaro en el laberinto (1986), de Antonio Buero Vallejo
- Don Juan Tenorio (1986), de José Zorrilla
- Los ochenta son nuestros (1988), de Ana Diosdado
- Pisito clandestino (1990), de Antonio Martínez Ballesteros
- La pasión del mar (1991)
- Una pareja singular (1991)
- Los bellos durmientes (1994), de Antonio Gala
- Decíamos ayer (1997)
- Las amistades peligrosas (2000), de Christopher Hampton
- Cómo aprendí a conducir (2002)
- Se quieren (2004)
- Pequeños crímenes conyugales (2005)
- Ser o no (2009)
- Fuga (2010-2012)
- Hermanas (2013)
- El nombre (2014)

## Premis i nominacions
| Any  | Premi               | Categoria                         | Títol                 | Resultat   |
| ---- | ------------------- | --------------------------------- | --------------------- | ---------- |
| 1987 | TP d'Or             | Millor actriu                     | Media naranja         | Guanyadora |
| 1987 | Fotogramas de Plata | Millor interpretació de televisió | Media naranja         | Nominada   |
| 1990 | Fotogramas de Plata | Millor actriu de televisió        | Periodistas           | Nominada   |
| 1995 | TP d'Or             | Millor actriu                     | Compuesta y sin novio | Nominada   |
| 1999 | TP d'Or             | Millor actriu                     | Periodistas           | Nominada   |
| 2000 | Premis ATV          | Millor interpretació femenina     | Periodistas           | Nominada   |